# HMIS Rajputana (J197)
Le HMIS Rajputana (pennant number J197)  est un dragueur de mines de la Classe Bangor lancé pour la Royal Navy (RN) sous le nom de HMS Lyme Regis, mais transféré à la Royal Indian Navy (RIN) avant sa mise en service et qui a servi pendant la Seconde Guerre mondiale.

## Conception
Le Lyme Regis est commandé dans le cadre du programme de la classe Bangor de 1939-40 le 24 août 1940 pour le chantier naval de Lobnitz & Company à Renfrew en Écosse. La pose de la quille est effectuée le 21 juin 1941, le Lyme Regis est lancé le 31 décembre 1941 et est transféré à la Royal Indian Navy et mis en service le 30 avril 1942 sous le nom de Rajputana.
La classe Bangor doit initialement être un modèle réduit de dragueur de mines de la classe Halcyon au service de la Royal Navy,. La propulsion de ces navires est assurée par 3 types de motorisation: moteur diesel, moteur à vapeur à pistons double ou triple expansions et turbine à vapeur. Cependant, en raison de la difficulté à se procurer des moteurs diesel, la version diesel a été réalisée en petit nombre.
Les dragueurs de mines de classe Bangor version indienne déplacent 684 tonnes en charge normale. Afin de pouvoir loger les chaufferies, ce navire possède des dimensions plus grandes que les premières versions à moteur diesel avec une longueur totale de 58 mètres LHT, une largeur de 8,69 mètres et un tirant d'eau de 3,2 mètres. Ce navire est propulsé par 2 moteurs alternatifs verticaux à triple expansions alimentés par 2 chaudières à tubes d'eau à 3 tambours Admiralty et entraînant deux arbres d'hélices. Les moteurs développent une puissance de 2 400 chevaux-vapeur (1 790 kW) et atteignent une vitesse maximale de 16 nœuds (30 km/h). Le dragueur de mines peut transporter un maximum de 163 tonnes de fioul qui lui donne un rayon d'action de 2 800 milles nautiques (5 200 kilomètres) à 10 nœuds (19 km/h).
Leur manque de taille donne aux navires de cette classe de faibles capacités de manœuvre en mer, qui seraient même pires que celles des corvettes de la classe Flower. Les versions à moteur diesel sont considérées comme ayant de moins bonnes caractéristiques de maniabilité que les variantes à moteur alternatif à faible vitesse. Leur faible tirant d'eau les rend instables et leurs coques courtes ont tendance à enfourner la proue lorsqu'ils sont utilisés en mer de face.
Les navires de la classe Bangor sont également considérés comme exiguës pour les membres d'équipage, entassant plus de 60 officiers et matelots dans un navire initialement prévu pour un total de 40 hommes.
Les Bangors équipés de moteur à vapeur à pistons double ou triple expansions sont armés d'un canon anti-aérien QF de 12 livres (7,62 cm) et d'un canon AA QF de 2 livres (4 cm) ou d'un quadruple affût pour la mitrailleuse Vickers .50. Sur certains navires, le canon de 2 livres est remplacé par un canon AA Oerlikon de 20 mm simple ou double, tandis que la plupart des navires sont équipés de quatre affûts Oerlikon simples supplémentaires au cours de la guerre. Pour les missions d'escortes, leur équipement de dragage de mines peuvent être échangé contre une quarantaine de grenades sous-marines.

## Histoire

### Seconde Guerre mondiale
Construit initialement pour le compte de la Royal Navy sous le nom de HMS Lyme Regis, il est transféré à la Royal Indian Navy une fois terminé et mit en service le 14 mars 1942 sous le nom de Rajputana.
Le Rajputana fait partie de la Eastern Fleet (flotte de l'Est) et a escorté de nombreux convois entre l'Afrique, l'Inde britannique et l'Australie en 1943-45,.
Il participe à l'opération Dracula, l'invasion de Rangoon, en mai 1945 et en septembre 1945, il effectue des opérations de dragage de mines au large de Singapour avant la reddition officielle des forces japonaises en Asie du Sud-Est.

### Après-guerre
En 1947, la partition des Indes a entraîné la scission de la Royal Indian Navy entre l'Inde et le Pakistan. Sur les huit dragueurs de mines de la classe Bangor de la marine d'avant la partition, quatre ont été transférés au Pakistan, le Rajputana étant l'un des navires qui sont restés dans la Royal Indian Navy, qui a été rebaptisée Indian Navy  (marine indienne) en 1950 en tant que INS Rajputana (INS pour "Indian Naval Ship").
Il est démoli en 1961.

### Participation auxconvois
Le Rajputana a navigué avec les convois suivants au cours de sa carrière:
1. Convoi AP 42
2. Convoi AP 66
3. Convoi AP 73A
4. Convoi BA 41
5. Convoi BA 46
6. Convoi BA 66
7. Convoi BHX 42
8. Convoi BHX 45
9. Convoi BHX 49
10. Convoi BHX 52
11. Convoi BHX 61
12. Convoi BHX 71
13. Convoi BHX 83
14. Convoi BHX 101
15. Convoi BHX 111
16. Convoi BM 73
17. Convoi BM 76
18. Convoi BM 99
19. Convoi HX 54
20. Convoi HX 64
21. Convoi HX 85
22. Convoi HX 94
23. Convoi HX 104
24. Convoi HX 117
25. Convoi JC 6
26. Convoi JC 7A
27. Convoi JC 28
28. Convoi KR 7
29. Convoi MB 54
30. Convoi OS/KMS 33
31. Convoi ST 30
32. Convoi WN 285

### Commandement
- Philip Munday (RINR) du ? au 30 janvier 1943
- Lieutenant (Lt.) Walter George Coltham (RIN) du 30 janvier 1943 au 21 avril 1944
- T/A/Lieutenant Commander (T/A/Lt.Cdr.) Charles Fyfe-Smith (RINR) du 21 avril 1944 au 1er juillet 1944
- T/Lieutenant (T/Lt.) John Vendrell (RINR) du 1er juillet 1944 à août 1044
- T/A/Lieutenant Commander (T/A/Lt.Cdr.) Gordon Turton Tait (RINVR) du 1er septembre 1944 au 5 octobre 1944
- A/Lieutenant Commander (A/Lt.Cdr.) Ajitendu Chakraverti (RIN) du 5 octobre 1944 à mi-1946

Notes:
RIN: Royal Indian Navy
RINR: Royal Indian Naval Reserve
RINVR: Royal Indian Naval Volunteer Reserve